# 2021년 스코어본 하이에나들 시즌
2021년 스코어본 하이에나들 시즌은 2020년에 창단된 스코어본 하이에나들이 독립야구단 경기도리그에 참가한 처음이자 마지막 시즌이다. 박태진이 단장을 맡았고, 송진우 감독이 팀을 이끌었다. 팀은 승률 0.778로 6팀 중 1위에 올라 우승을 차지했다. 그러나 시즌 후 해체되면서 팀 역사상 첫 우승이자 마지막 우승으로 남게 되었다.

## 타이틀
- 평균자책점: 김경묵 (1.29)
- WAR (투수): 최재범 (1.741)
- 다승: 김경묵 (11)
- 홀드: 권태양 (2)
- 최소 실점: 김경묵 (12)
- 최소 자책점: 김경묵 (11)
- WHIP: 김경묵 (0.939)
- 출장 (타자): 이승우 (40)
- 타율: 신승원 (0.400)
- 안타: 최현성 (55)
- 홈런: 이승우 (9)
- 타점: 이승우 (43)
- 볼넷: 손동은 (40)
- 최소 삼진: 신승원 (7)
- 장타율: 이승우 (0.661)

## 코치
- 수석/수비코치: 최해명
- 투수코치: 마정길
- 타격코치: 이양기
- 주루코치: 임익준
- 트레이너: 원창식

## 선수단
- 선발투수: 김경묵, 이창율, 최재범, 윤산흠
- 구원투수: 김윤환, 권태양, 이재백, 진재혁, 손준영, 김강운, 전종훈, 노병채
- 마무리투수: 박정준, 김문기
- 포수: 신승원, 남재율, 김규민 (2002년)
- 1루수: 김건진, 김규식, 김명서
- 2루수: 이찬건, 배재훈, 구장익
- 유격수: 손동은, 황영묵
- 3루수: 권순범, 이시맥
- 좌익수: 김승준, 손정빈
- 중견수: 최현성, 김규민 (야구인), 임익준
- 우익수: 권광민
- 지명타자: 이승우